# Campionati del mondo di ciclismo su strada 2014 - Cronometro femminile Junior
La cronometro femminile Junior dei Campionati del mondo di ciclismo su strada 2014 si svolse il 22 settembre 2014 in Spagna, con partenza ed arrivo a Ponferrada, su un percorso totale di 13,9 km. La medaglia d'oro fu vinta dall'australiana Macey Stewart con il tempo di 20'08"39 alla media di 41,41 km/h, l'argento dalla danese Pernille Mathiesen; a completare il podio fu l'altra australiana Anna-Leeza Hull.
Partenza ed arrivo per 49 cicliste.

## Classifica (Top 10)
| Pos. | Corridore          | Squadra     | Tempo    |
| ---- | ------------------ | ----------- | -------- |
| 1    | Macey Stewart      | Australia   | 20'08"39 |
| 2    | Pernille Mathiesen | Danimarca   | a 10"79  |
| 3    | Anna-Leeza Hull    | Australia   | a 13"31  |
| 4    | Alexandra Manly    | Australia   | a 13"81  |
| 5    | Emma White         | Stati Uniti | a 26"47  |
| 6    | Greta Richioud     | Francia     | a 26"63  |
| 7    | Melissa Lowther    | Regno Unito | a 27"69  |
| 8    | Aafke Soet         | Paesi Bassi | a 28"23  |
| 9    | Daria Pikulik      | Polonia     | a 38"91  |
| 10   | Daria Egorova      | Russia      | a 44"73  |